# FinePix X100
La Fujifilm Finepix x100 è una macchina fotografica digitale presentata da Fujifilm in occasione del CP+ 2011. La macchina riprende le tematiche di design che hanno contraddistinto le vecchie fotocamere a telemetro, incorporando però caratteristiche di rilievo quali:
- sensore in formato APS-C appositamente sviluppato
- ottica fissa in formato 23mm f/2 (35mm equivalente)
- mirino ibrido che combina l'ottica galileiana con le informazioni del display digitale
- corpo macchina in lega di magnesio

## Caratteristiche tecniche

### Sensore
Il sensore è di tipo CMOS in formato APS-C da 12,3 Mpixel ed è stato sviluppato appositamente da Fujifilm per la x100. La gamma di sensibilità va da 200 a 6400 iso ulteriormente scalabile verso i 100 ed i 12800 iso. L'ottimizzazione combinata ottica-sensore permette di ridurre sensibilmente l'effetto vignettatura.

### Ottica
L'ottica ingegnerizzata da Fujifilm per la x100 è costituita da 8 elementi disposti in sei gruppi con una lente asferica. Il diaframma è a 9 lamelle mentre la distanza minima di messa a fuoco è di 10 centimetri.

### Mirino
Il mirino è di tipo ibrido e consente la sovrapposizione delle informazioni provenienti dal mirino LCD a 1.440.000 pixel a quello Ottico. È impostabile mediante apposita leva frontale in due modalità
- mirino ottico con sovrapposizione dei dati visualizzati dal mirino digitale
- mirino digitale

### Processore
Il processore d'immagine che Fujifilm ha sviluppato per l'x100 è l'EXR in grado di garantire alla x100:
- una adeguata velocità di Autofocus (raggiunta dopo il primo aggiornamento firmware)
- raffica in modalità Raw fino a cinque fotogrammi al secondo
- possibilità di simulare l'effetto ottenibile con pellicole storiche quali PROVIA, VELVIA ed ASTIA
- registrazione di video in modalità 1280x720 pixels a 24 fps con audio stereo
- composizione automatica da più scatti di panorama

### Fonti
http://www.finepix-x100.com/it/x100/technical-specification Archiviato il 17 novembre 2011 in Internet Archive.
http://www.dpreview.com/reviews/FujifilmX100/